# María Angélica Mallarino
María Angélica Mallarino de Madariaga (Bogotá, 27 de abril de 1950) es una actriz de teatro y televisión colombiana. Es reconocida por ser una de las principales actrices colombianas de teatro.

## Trayectoria
María Angélica Mallarino nació en Bogotá, es hermana de los actores Víctor Mallarino y Helena Mallarino. Estudió en el Colegio Nueva Granada de Bogotá. donde inició su carrera artística de teatro abstracto en 1970. En 1977 es directora de teatro de Bogotá. Participó en el cine en 1977 en Pasos de la niebla y después actuó en la telenovela Manuelita Sáenz con María Eugenia Dávila, Álvaro Ruiz, Alí Humar y Hernando Casanova. En 1978 presentó el concurso Pequeños Gigantes, un reality infantil que cautivó en los años 80. En 1984 siguió participando en el cine con El lado oscuro del nevado, El viejo y El visitante En 1990 se retiró de las pantallas para seguir en el teatro, siendo directora y crítica hasta la actualidad. En 2002 regresó a actuar en Retratos, Amas de casa desesperadas, Bermúdez y Tres Milagros.

## Filmografía

### Televisión
- La hipocondríaca (2013) — Azucena de Santos
- Escobar, el patrón del mal (2012) — Nydia Quintero
- Tres Milagros (2011)
- Bermúdez (2009) — Olga Guerrero
- Aquí no hay quien viva (2008) — Bárbara ex de McCallister
- Amas de casa desesperadas (2006) — Martha Ruiz
- Retratos (2003)
- El precio del silencio (2002) — Laura Sofía de Bayona
- El visitante (1988)
- La Mala Hierba (1982) — "María Juliana de la Purísima Virtud Isaza e Isaza"
- El viejo (1980)
- Sur verde (1980) — Eleonora
- El lado oscuro del Nevado (1980)
- Manuelita Sáenz (1978)
- Pasos en la niebla (1977)